# Netzwerk Freie Institute für Psychoanalyse und Psychotherapie
Das Netzwerk Freie Institute für Psychoanalyse und Psychotherapie (NFIP) ist ein Verband aus 21 psychoanalytisch orientierten Instituten in Deutschland. Damit bildet es die größte Gruppe innerhalb des Dachverbandes Deutsche Gesellschaft für Psychoanalyse, Psychotherapie, Psychosomatik und Tiefenpsychologie (DGPT), der aus 60 Instituten besteht.

## Tätigkeit
Ziel des NFIP ist die Pflege, Weiterentwicklung und Verbreitung der Psychoanalyse. Das Netzwerk soll fördern, dass sich die Institute und ihre Mitglieder über Erfahrungen austauschen und enger zusammenarbeiten. Organisiert werden u. a. eine jährliche Arbeitstagung, eine Konferenz für Mitglieder, Fallseminare und institutsübergreifende Intervisions- und Selbsterfahrungsgruppen für Lehrtherapeuten. Außerdem vertritt es die Interessen der Institute gegenüber der DGPT. Da einige Institute die Ausbildung in Kinder-und-Jugendlichen-Psychotherapie anbieten, besteht auch eine Zusammenarbeit mit ihrem Fachverband Vereinigung Analytischer Kinder- und Jugendlichen-Psychotherapeuten in Deutschland e.V. (VAKJP). 

## Geschichte
Die 1949 gegründete DGPT entstand mit dem Ziel eines Neubeginns, nachdem die Psychoanalyse während der NS-Zeit vertrieben und korrumpiert wurde. Einige Institute schlossen sich jedoch keiner Fachgesellschaft an (aus historischen und regionalen Gründen), wie beispielsweise der DPG (Deutsche Psychoanalytische Gesellschaft) oder der DPV (Deutsche Psychoanalytische Vereinigung). Nachdem bereits über Jahre Sprecher in den Erweiterten Vorstand der DGPT gewählt und Konferenzen abgehalten wurden, wurde das NFIP schließlich 2019 in der Satzung der DGPT als eigenständige Interessenverbindung verankert.

## Psychoanalytische Haltung
Da die Institute keiner Fachgesellschaft angehören, verschreiben sie sich zumeist keiner Richtung innerhalb der psychoanalytischen Theorie. Charakteristisch für die Institute ist ein Denken über Schulen, Strömungen und psychoanalytische Denkansätze hinweg. Dieser Ansatz ermöglicht es, dass sich Vertreter unterschiedlicher psychoanalytischen Theorien miteinander auseinandersetzen und zusammenarbeiten (aus Triebtheorie, Ich-Psychologie, Objektbeziehungstheorie und Selbstpsychologie). Somit können Aus- und Weiterbildungsteilnehmende ihre persönliche Haltung frei entwickeln. Nachteil dieses Ansatzes kann eine anfängliche Desorientierung der Auszubildenden sein in Anbetracht der zahlreichen Theorien.

## Ausbildungsangebot
Je nach Institut werden Aus- und Weiterbildungen angeboten in Erwachsenen- und Kinder-und-Jugendlichen-Psychotherapie, tiefenpsychologisch fundierter Psychotherapie (TP) und analytischer Psychotherapie (AP), Einzel- und Gruppentherapie.

## Versorgungsangebot
Über die jeweiligen Ausbildungsinstitute selbst werden ambulante, psychotherapeutische Behandlungen angeboten. Die Behandlungen erfolgen im Rahmen des gesetzlichen Versorgungsauftrages durch die Krankenkassen. Sie werden von Aus- und Weiterbildenden durchgeführt, die bereits ein Hochschulstudium abgeschlossen haben, in Medizin, Psychologie, Pädagogik oder Sozialer Arbeit. Alle Behandlungen werden durch approbierte Psychotherapeuten der DGPT oder der VAKJP verpflichtend und regelmäßig supervidiert. 
Mit der Reform des Psychotherapeutengesetzes (2020) erfolgt die Approbation als Psychotherapeut zukünftig im Rahmen eines Psychotherapiestudiums. Einige der Ausbildungsinstitute beabsichtigen dem ambulanten Teil der künftigen Weiterbildung anzubieten. 

## Organisation

### Institute
- Berlin (APB)
- Berlin (BIPP)
- Bremen (PSIB)
- Düsseldorf (IPD)
- Freiburg (Uni)
- Halle (MIP)
- Hamburg (APH)
- Hamburg (AEMI)
- Heidelberg (IPP)
- Jena (IPPJ)
- Kiel (JRI)
- Köln (IPR)
- Leipzig (SPP)
- Mainz (WePP)
- München (M)
- München (MAP)
- Nürnberg (PIN)
- Rostock-Greifswald (IPPMV)
- Stuttgart (PS)
- Würzburg (WIPP)

### Aktuelle Sprecherinnen
Aktuelle Sprecherinnen sind:
1. Sprecherin: Arnhild Uhlich (Hamburg)
2. Sprecherin: Dorothee Adam-Lauterbach (Berlin)
3. Sprecherin: Caroline Hansen (Berlin)